# Ибн аль-Мукаффа

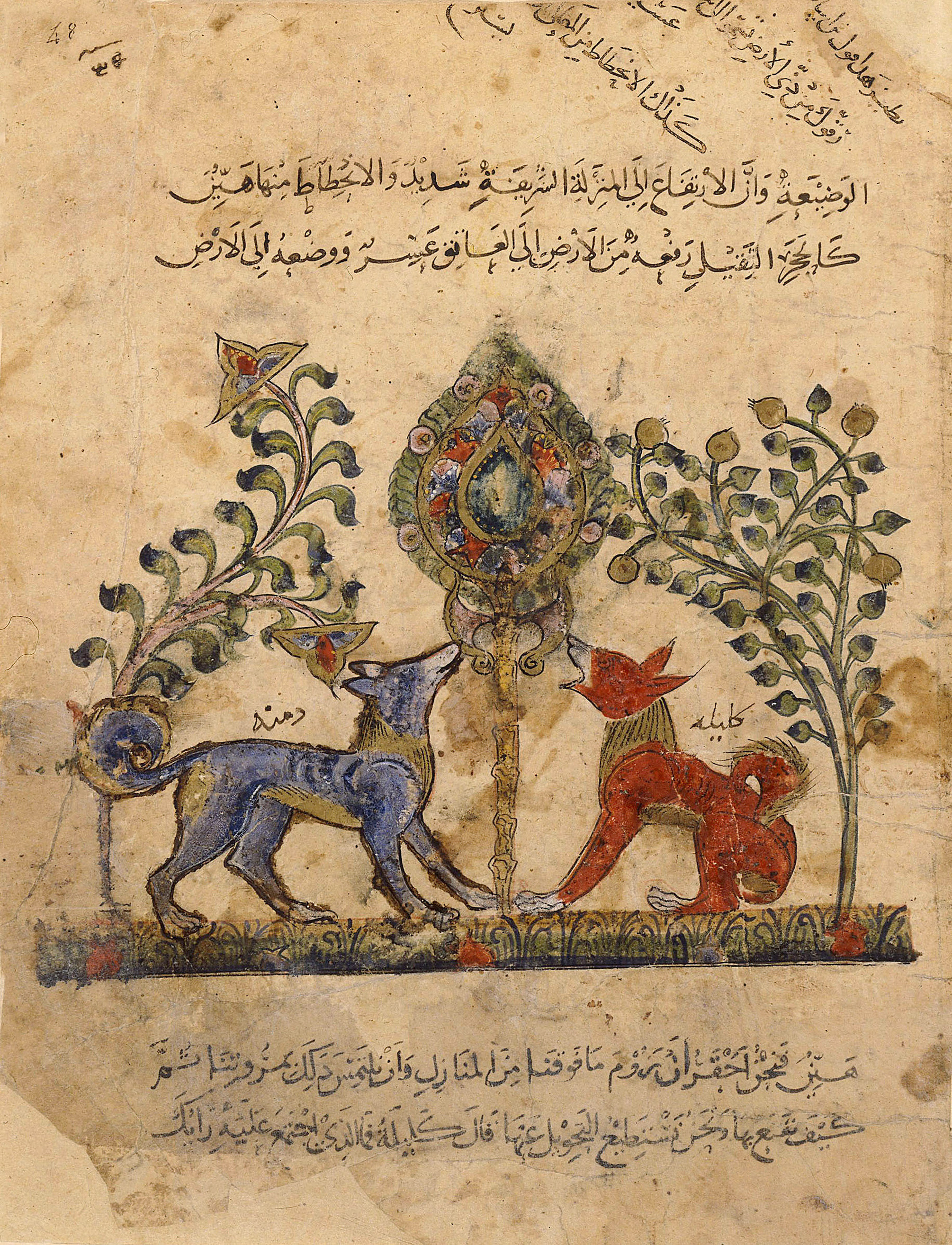
Иллюстрация книги Калила и Димна (1220).

Абу Амр (Абу Мухаммад) Абдуллах ибн аль-Мукаффа, более известный как Ибн аль-Мукаффа (араб. ابن المقفع‎ — «сын человека с отсохшей рукой»), до обращения в ислам — Рузбих сын Дадавайха (Дадое); (ок. 721, 723 или 724, Ардашир-Хваррах — 757, 759 или 760, Басра) — арабско-персидский писатель.

## Биография
Принадлежал к знатному персидскому роду; при рождении получил древнее иранское имя Рузбих, которое при обращении в ислам, уже в зрелом возрасте, сменил на Абдаллах. Его отец Дадое служил Омейядам в качестве сборщика податей; будучи подвергнут проверке, сопровождавшейся пыткой, потерял возможность владеть левой рукой и получил прозвище аль-Мукаффа («человек с отсохшей или скрюченной рукой»). Дадое готовил своего сына к государственной службе, для которой был обязательно владение арабским языком. В Басре, куда переехала семья, Ибн аль-Мукаффа под руководством известных наставников освоил язык и грамматику.
Занимая должность секретаря у Исы ибн Али, дяди халифа аль-Мансура, Ибн аль-Мукаффа вмешался в аббасидские интриги и был казнён.
Переводил на арабский язык «Категории» Аристотеля, «Хвадай-намак» (источник для «Шах-наме» Фирдоуси) и «Калилу и Димну» (иначе — басни Бидпая); последнее сочинение, с его версии, было переведено по несколько раз на все языки, как восточные, так и европейские, и оказало громадное влияние на народную словесность.